# Liste der Naturdenkmale in Metzingen
| Naturdenkmale | Anzahl |
| ------------- | ------ |
| FND           | 3      |
| END           | 7      |
| Gesamt        | 10     |

Die Liste der Naturdenkmale in Metzingen nennt die verordneten Naturdenkmale (ND) der im baden-württembergischen Landkreis Reutlingen liegenden Stadt Metzingen. In Metzingen gibt es insgesamt 10 als Naturdenkmal geschützte Objekte, davon 3 flächenhafte Naturdenkmale (FND) und 7 Einzelgebilde-Naturdenkmale (END).
Stand: 29. August 2020.

## Flächenhafte Naturdenkmale (FND)
| Name                     | Bild | Kennung     | Einzelheiten          | Position | Fläche Hektar | Datum         |
| ------------------------ | ---- | ----------- | --------------------- | -------- | ------------- | ------------- |
| Grüner Fels              |      | 84150500011 | Metzingen             | ⊙        | 0,0           | 19. Dez. 1979 |
| Roßfels                  | BW   | 84150500010 | Metzingen             | ⊙        | 0,0           | 19. Dez. 1979 |
| Ufergehölz Seebach       | BW   | 84150610101 | Metzingen, Reutlingen | ⊙        | 1,3           | 1. Juni 1999  |
| Legende für Naturdenkmal |      |             |                       |          |               |               |

## Einzelgebilde (END)
| Name                     | Bild | Kennung     | Einzelheiten | Position | Fläche Hektar | Datum         |
| ------------------------ | ---- | ----------- | ------------ | -------- | ------------- | ------------- |
| Auchtertbuche            |      | 84150500016 | Metzingen    | ???      | 0,0           | 19. Dez. 1979 |
| Auchtertlinde            |      | 84150500014 | Metzingen    | ???      | 0,0           | 19. Dez. 1979 |
| Friedenslinde            |      | 84150500006 | Metzingen    | ???      | 0,0           | 19. Dez. 1979 |
| Kapuzinerbuche           |      | 84150500004 | Metzingen    | ???      | 0,0           | 19. Dez. 1979 |
| Roßfeldbuche             |      | 84150500015 | Metzingen    | ???      | 0,0           | 19. Dez. 1979 |
| 11 Roßkastanien          |      | 84150500001 | Metzingen    | ???      | 0,0           | 19. Dez. 1979 |
| 4 Roßkastanien           |      | 84150500002 | Metzingen    | ???      | 0,0           | 19. Dez. 1979 |
| Legende für Naturdenkmal |      |             |              |          |               |               |